# Zespół klasztorny kamedułów na Bielanach

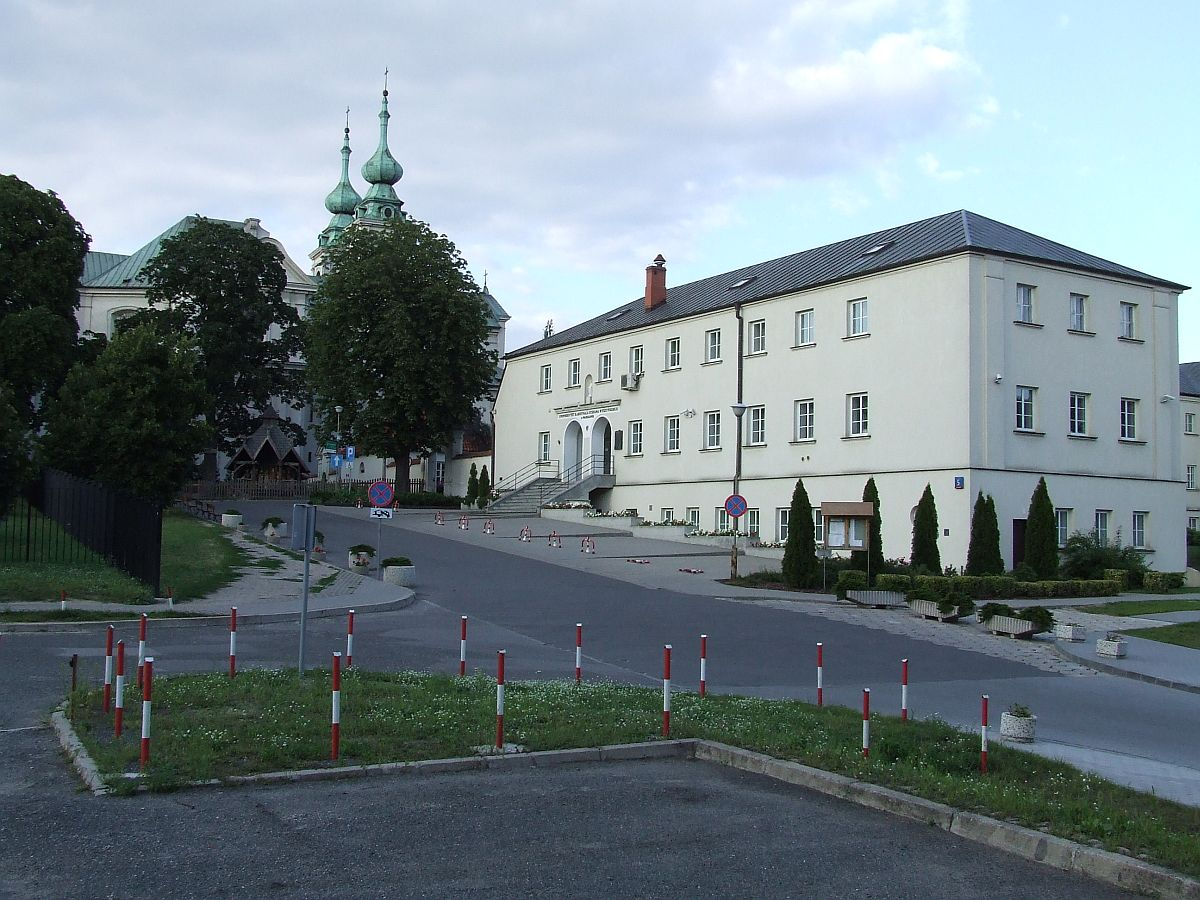
Główny gmach UKSW na warszawskich Bielanach, w głębi kościół pokamedulski

Zespół klasztorny kamedułów na Bielanach – zespół obiektów pokamedulskich, w skład którego wchodzą: kościoły pw. Niepokalanego Poczęcia Najświętszej Marii Panny, św. Józefa i św. Ambrożego i zabudowania klasztorne. Znajduje się w parafii błogosławionego Edwarda Detkensa spośród 108 męczenników w Warszawie, przy ul. Dewajtis w Lesie Bielańskim, w dzielnicy Bielany.
30 września 1930 wyłączony z gminy Młociny i włączony do Warszawy.

## Opis
Kościół, pierwotnie drewniany, został wzniesiony w latach 1669–1710 dla zakonu kamedułów przybyłych tu z Bielan krakowskich. Prace wykończeniowe ciągnęły się jednak przez następne pół wieku. Kościół wzniesiony został w stylu późnobarokowym na planie wydłużonego ośmioboku z dwiema dużymi kaplicami. Wnętrze kościoła zdobią stiukowa dekoracja rokokowa oraz cenne obrazy. W zakrystii na sklepieniu znajdują się malowidła M. A. Palloniego z drugiej połowy XVII wieku. W kościele znajduje się serce Michała Korybuta Wiśniowieckiego oraz jego matki, a przy świątyni grób Stanisława Staszica. W pobliżu świątyni wzniesiono 13 eremów; w jednym z nich rekolekcje odprawiał król Jan Kazimierz.
Oprócz kościoła zachowały się inne zabudowania klasztorne: refektarz, infirmeria, dom gościnny i 13 eremów. Kameduli zostali wypędzeni z Warszawy przez zaborców i nie wrócili już nigdy na warszawskie Bielany.
Siedziba Kampinosko-Bielańskiej Kapituły Kolegiackiej. Z zespołem klasztornym sąsiaduje dawna Akademia Teologii Katolickiej, obecnie Uniwersytet Kardynała Stefana Wyszyńskiego.

## Zabytki
Zespół został wpisany do rejestru zabytków jako zespół klasztorny kamedułów na Bielanach, ul. Dewajtis 3, nr rej: 18/1 z 1.07.1965 i z 10.05.2008:
- kościół pw. Niepokalanego Poczęcia NMP, 1669, 1734–58, nr rej: 18/5 z 1.07.1965
- 13 eremów kamedulskich, 2 poł. XVII, nr rej: 18/2 z 1.07.1965
- budynki poklasztorne, XVIII-XX, nr rej: 18/3 z 1.07.1965
- grób Staszica, 1876, nr rej: B-261 z 1.07.1965
- obudowa źródła, 1835, nr rej: 18/6 z 1.07.1965

## Inne informacje
- „Najbardziej znanym kamedułą” dzięki powieści Henryka Sienkiewicza na warszawskich Bielanach był brat Jerzy czyli pułkownik Jerzy Michał Wołodyjowski – jego figura w habicie znajduje się w otworze wieży kościoła.
- W maju 2001 w podziemiach kościoła zespół muzyczny Orkiestra Jednej Góry Matragona dokonał nagrań, które zostały wydane na albumie Tańce zmierzchu w 2002[5].
- W kościele kręcone były zdjęcia do serialu telewizyjnego „Plebania”[6].
- Przy kościele znajduje się szopka ze zwierzętami oraz karuzela. Te obiekty są dziełami Józefa Wilkonia[7].